# 小諸八重紅枝垂

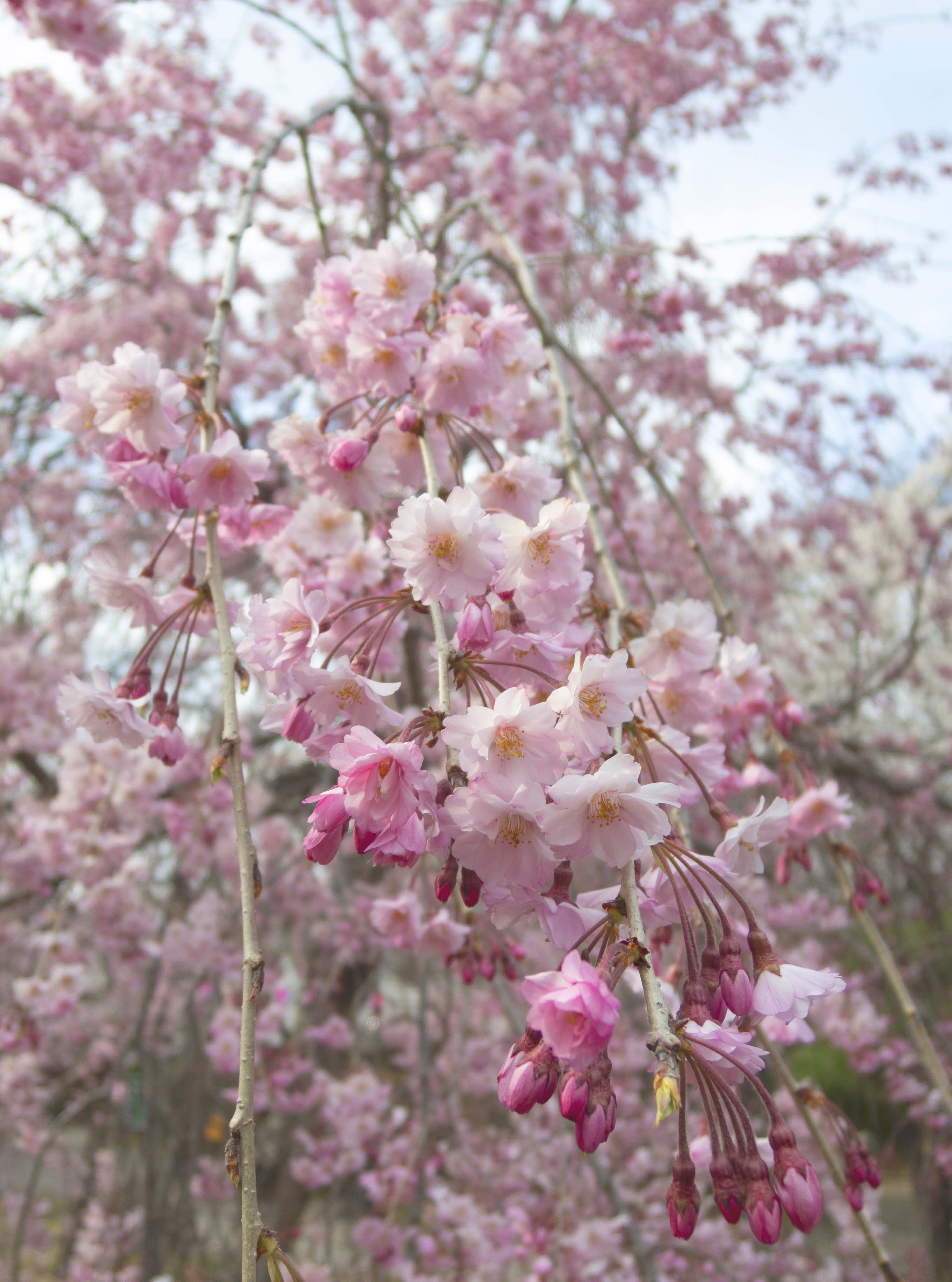
小諸城址 懐古園に咲く小諸八重紅枝垂

コモロヤエベニシダレ（小諸八重紅枝垂、Cerasus spachiana ‘Plena-Rosea’）は、バラ科サクラ属の落葉小高木。
エドヒガン系の園芸品種の桜の一種。花は八重咲きで濃い紅色。
長野県小諸市の小諸城址懐古園内に植えられていたものが、昭和40年代に公益財団法人「日本花の会」の農場長によって固有の桜とされ、命名された。
ほかの枝垂桜と花色が明確に区別できるというのがその根拠である。
平成15（2003）年に小諸市において保存会が発足し、苗木で増やして市内各域に植栽されている。